# 8 septembrie
ianuarie • februarie • martie  • aprilie  • mai  • iunie  • iulie  • august  • septembrie  • octombrie  • noiembrie  • decembrie
8 septembrie este a 251-a zi a calendarului gregorian și a 252-a zi în anii bisecți. Mai sunt 114 zile până la sfârșitul anului.

## Evenimente

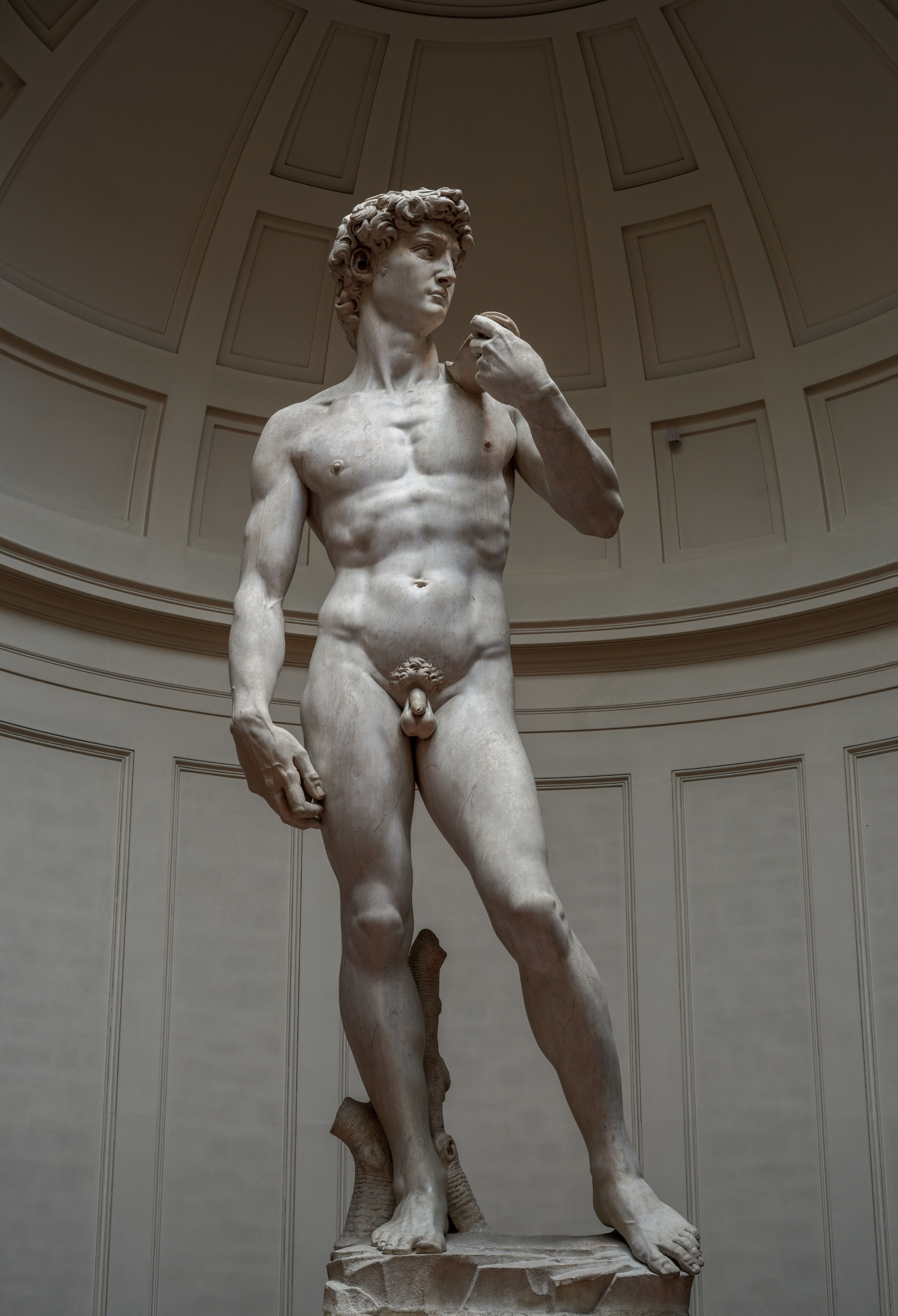
1504: David, capodoperă a sculpturii renascentiste, creată în marmură între 1501 și 1504 de artistul italian Michelangelo, este dezvelită în Piazza della Signoria din Florența.

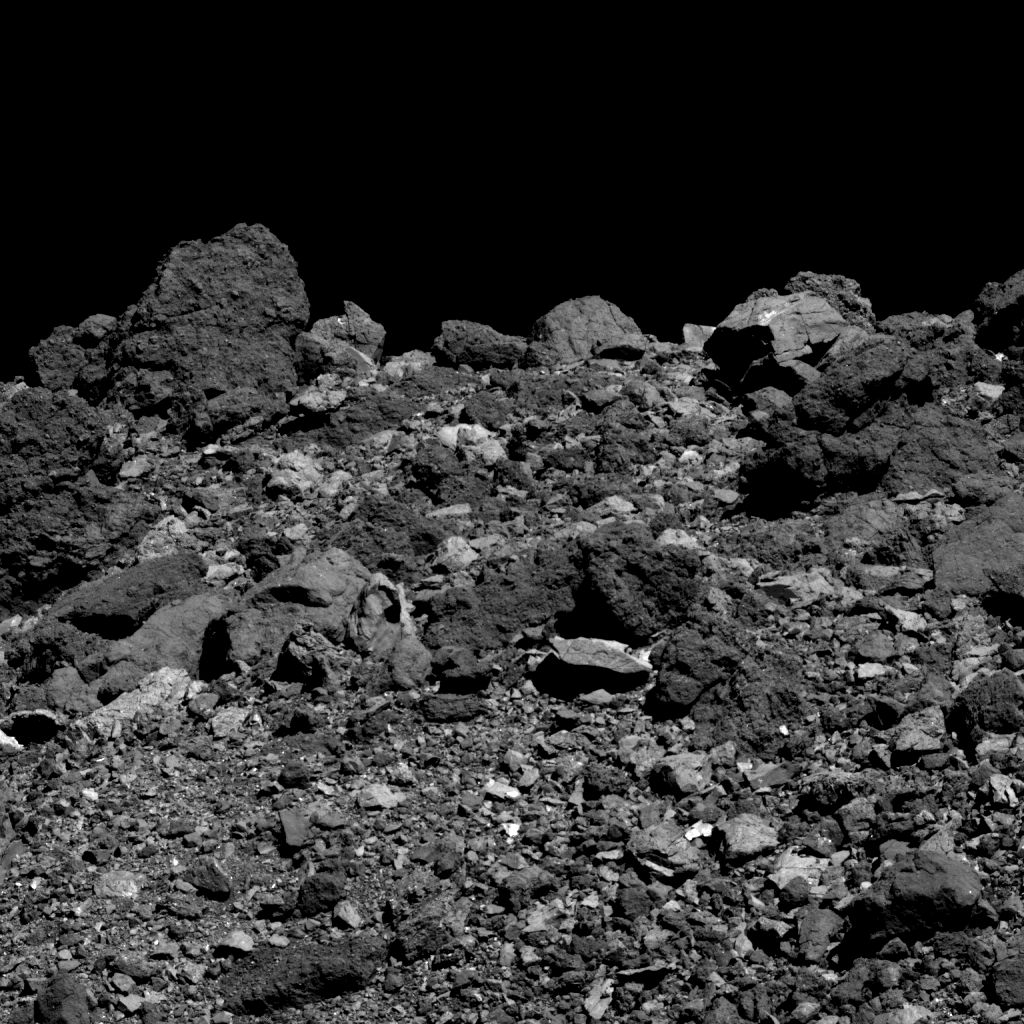
2016: NASA lansează OSIRIS-REx, prima sa misiune de întoarcere pe Terra cu o probă de sol recoltată de pe suprafața unui asteroid. Sonda va vizita asteroidul 101955 Bennu și se așteaptă să revină cu probe în 2023. În fotografie suprafața asteroidului de la distanță de 3,6 kilometri (oct.2020).

- 0617: Li Yuan învinge o armată a dinastiei Sui în Bătălia de la Huoyi, deschizând calea către capturarea capitalei imperiale Chang'an și înființarea dinastiei Tang.
- 1276: Este ales Papa Ioan al XXI-lea.
- 1380: Bătălia de la Kulikovo – diferite principate ruse unite sub comanda Cneazului Moscovei Dmitri Donskoi înving armatele Hoardei de Aur sub comanda lui Mamai, oprindu-le înaintarea.
- 1495: A început domnia lui Radu cel Mare în Țara Românească.
- 1504: David, capodoperă a sculpturii renascentiste, creată în marmură între 1501 și 1504 de artistul italian Michelangelo, este dezvelită în Piazza della Signoria din Florența.
- 1514: Bătălia de la Orșa – în una dintre cele mai mari bătălii ale secolului, lituanienii și polonezii înving armata rusă.
- 1636: Este fondată Universitatea Harvard.
- 1655: Varșovia cade fără rezistență în fața unei mici forțe aflate sub comanda lui Carol al X-lea al Suediei în timpul "Potopului", fiind astfel prima dată când orașul este capturat de o armată străină.
- 1761: Căsătoria regelui George al III-lea al Regatului Unit cu ducesa Charlotte de Mecklenburg-Strelitz.
- 1831: William al IV-lea este încoronat rege al Marii Britanii și al Hanovrei.
- 1888: La Londra este găsit corpul celei de-a doua victime a lui Jack Spintecătorul, Annie Chapman.
- 1900: Un uragan care a lovit orașul Galveston, Texas a făcut mai mult de 8 000 de victime umane.
- 1926: Germania este admisă în Liga Națiunilor.
- 1941: Începerea blocadei Leningradului, lichidată definitiv la 27 ianuarie 1944.
- 1944: Al doilea război mondial: Londra este lovită pentru prima dată de rachetele germane V-2.
- 1954: Americanul Jonas Edward a realizat primul vaccin împotriva poliomielitei; la 12 aprilie 1955, vaccinul a început să fie comercializat pe piața americană.
- 1959: România a fost inclusă în componența Comitetului pentru examinarea problemelor dezarmării, instituit în baza unui acord între cele patru mari puteri (SUA, Marea Britanie, Franța, URSS); Comitetul era format din zece state: SUA, Marea Britanie, Franța, Italia, Canada, URSS, Bulgaria, Polonia, România și Cehoslovacia (își va începe lucrările la Geneva, în martie 1960).
- 1966: Primul episod al serialului științifico-fantastic de televiziune Star Trek a fost difuzat la televiziunea americană NBC.
- 1975: Ia ființă compania de transport aerian LAR (Liniile Aeriene Române).
- 1991: În urma unui referendum, Republica Macedonia și-a declarat independența față de Iugoslavia.
- 1994: Are loc, la Berlin, ceremonia plecării trupelor aliate (americane, britanice și franceze) prezente în Berlinul de Vest după anul 1945. Ceremonia a avut loc în prezența președintelui Franței, François Mitterrand, a premierului britanic, John Major, a secretarului de stat american, Warren Christopher și a cancelarului german, Helmut Kohl.
- 1994: Un Boeing 737 cu 132 de oameni la bord, s-a prăbușit în apropiere de aeroportul internațional Pittsburgh; n-au fost supraviețuitori.
- 2004: Nava spațială Genesis, care a fost lansată în urmă cu patru ani pentru a explora vântul solar, s-a prăbușit în Utah pentru că nu s-a deschis parașuta de frânare.
- 2005: Iuri Iehanurov a devenit prim-ministru interimar al Ucrainei.
- 2009: La 74 de ani de la primele autoturisme Ford produse în România (București, Floreasca), noua uzină de la Craiova a început producția de serie cu o autoutilitară de clasă medie, Ford Connect.
- 2016: NASA lansează OSIRIS-REx, prima sa misiune de întoarcere pe Terra cu o probă de sol recoltată de pe suprafața unui asteroid. Sonda va vizita asteroidul 101955 Bennu și se așteaptă să revină cu probe în 2023.
- 2022: Charles, Prinț de Wales devine rege al Regatului Unit, urcând pe tron la moartea mamei sale, regina Elisabeta a II-a.[1] Regina a murit la Castelul Balmoral din Scoția, după o domnie de peste 70 de ani. Charles și-a asumat numele de domnie Charles al III-lea.[2]

## Nașteri
- 1157: Regele Richard I al Angliei (d. 1199)
- 1209: Sancho al II-lea al Portugaliei (d. 1248)
- 1474: Ludovico Ariosto, poet renascentist italian (d. 1533)
- 1621: Ludovic al II-lea de Bourbon, Le Grand Condé, general francez (d. 1686)
- 1749: Prințesa Marie Louise de Savoia (d. 1792)
- 1778: Clemens Brentano, poet german (d. 1842)

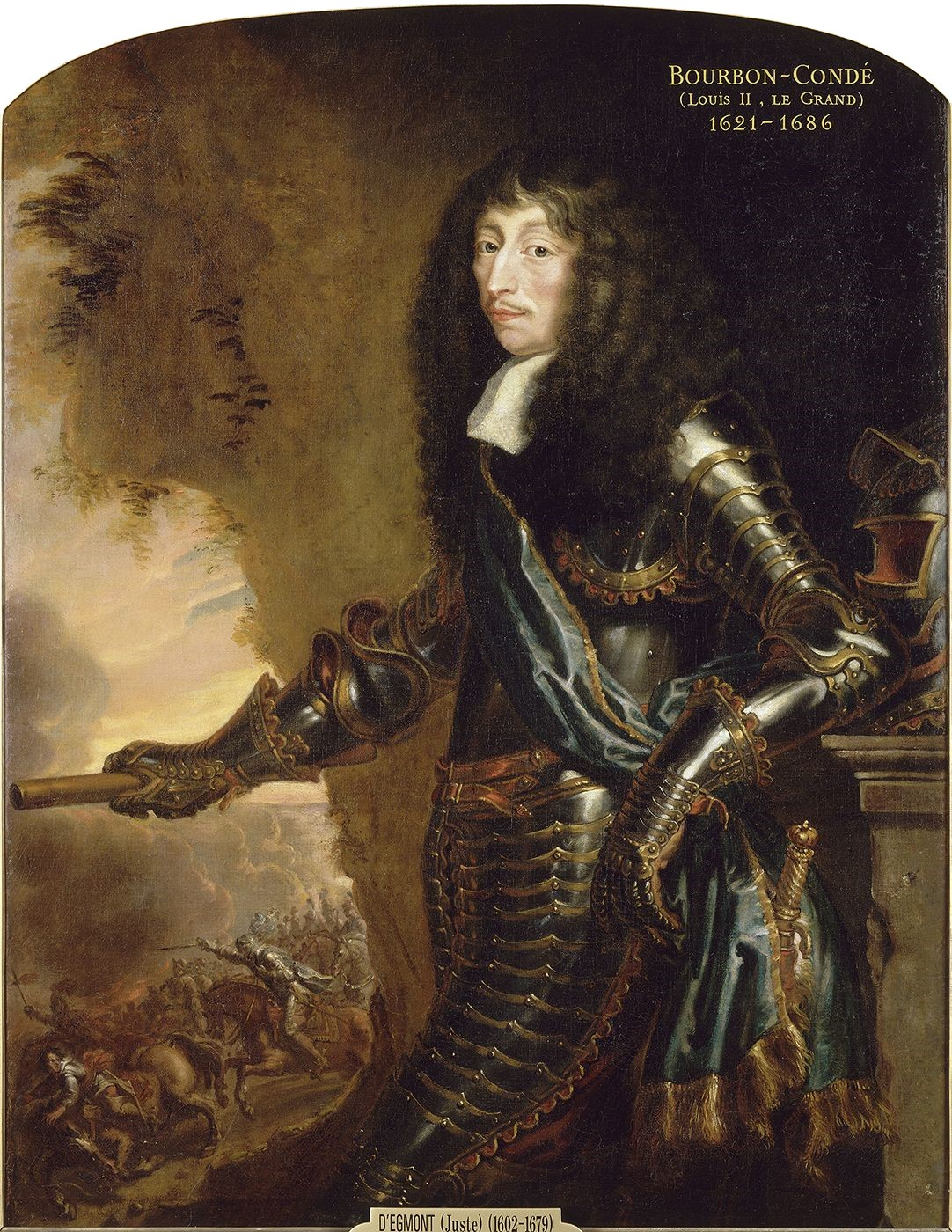
Le Grand Condé, general francez
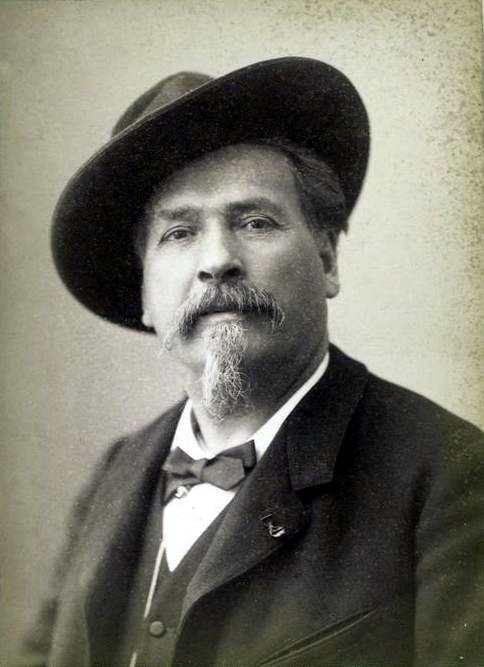
Frédéric Mistral, poet francez, laureat Nobel
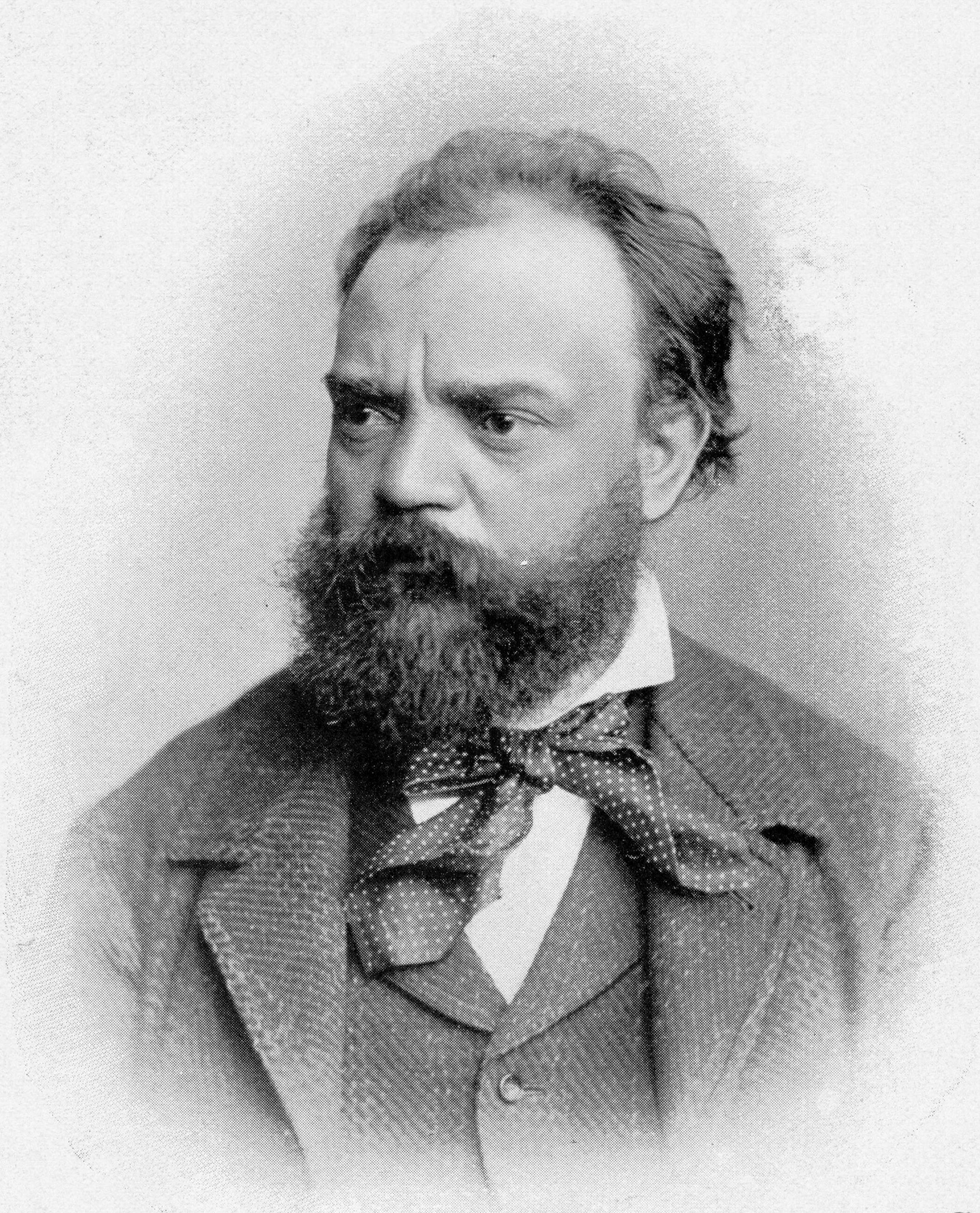
Antonín Dvořák, compozitor ceh

- 1779: Mustafa al IV-lea, sultan otoman (d. 1808)
- 1830: Frédéric Mistral, poet francez, laureat Nobel (d. 1914)
- 1831: Wilhelm Raabe,  prozator german (d. 1910)
- 1839: Camille-Léopold Caballot-Lassalle, pictor francez (d. 1902)
- 1841: Antonín Dvořák, compozitor ceh (d. 1904)
- 1856: Ion Bianu, filolog român, fondatorul Bibliotecii Academiei (d. 1935)
- 1857: Georg Michaelis, politician german, al 6-lea Cancelar al Germaniei (d. 1936)
- 1870: Prințesa Maria, singurul copil al Regelui Carol I al României și al Reginei Elisabeta (d. 1874)
- 1873: Alfred Jarry, dramaturg și prozator, precursor al suprarealismului (d. 1907)
- 1909: Max Blecher, scriitor român  de origine evreiască  (d. 1938)
- 1910: Jean-Louis Barrault, actor de teatru și film, mim, regizor și director de teatru francez (d. 1994)
- 1918: Derek Barton, chimist britanic, laureat Nobel (d. 1998)
- 1925: Gheorghe Coman, sculptor român (d. 2005)
- 1925: Peter Sellers, actor britanic (d. 1980)
- 1928: Károly Ács (cel tânăr), scriitor, poet și traducător maghiar din Voievodina, Serbia (d. 2003)
- 1930: Aretin Corciovei, fizician român (d. 1992)
- 1930: Petre Sălcudeanu, scriitor, scenarist de film și om politic român (d. 2005)
- 1932: Patsy Cline, cântăreață de muzică country (d. 1963)
- 1936: Virna Lisi, actriță italiană (d. 2014)

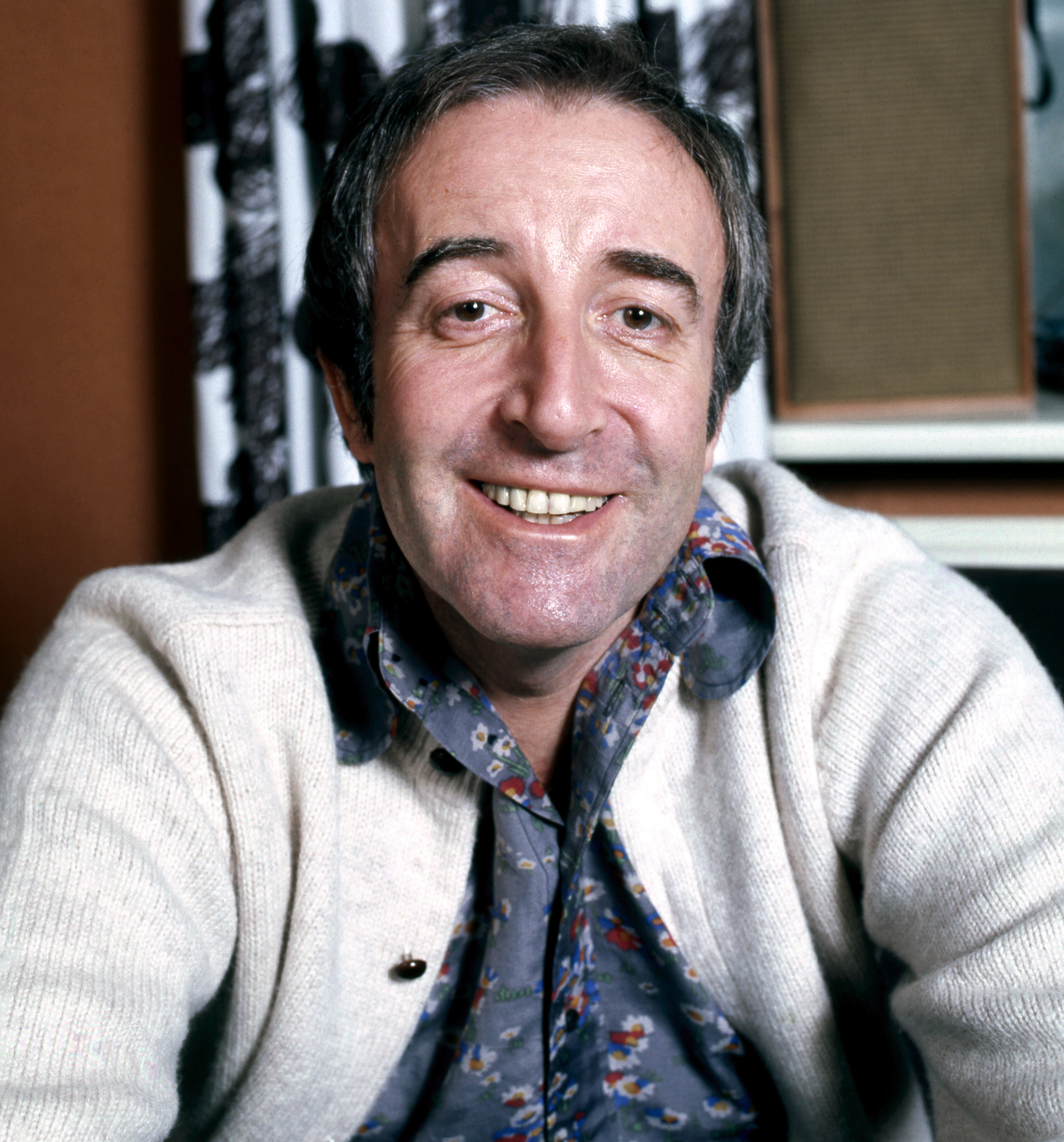
Peter Sellers, actor britanic
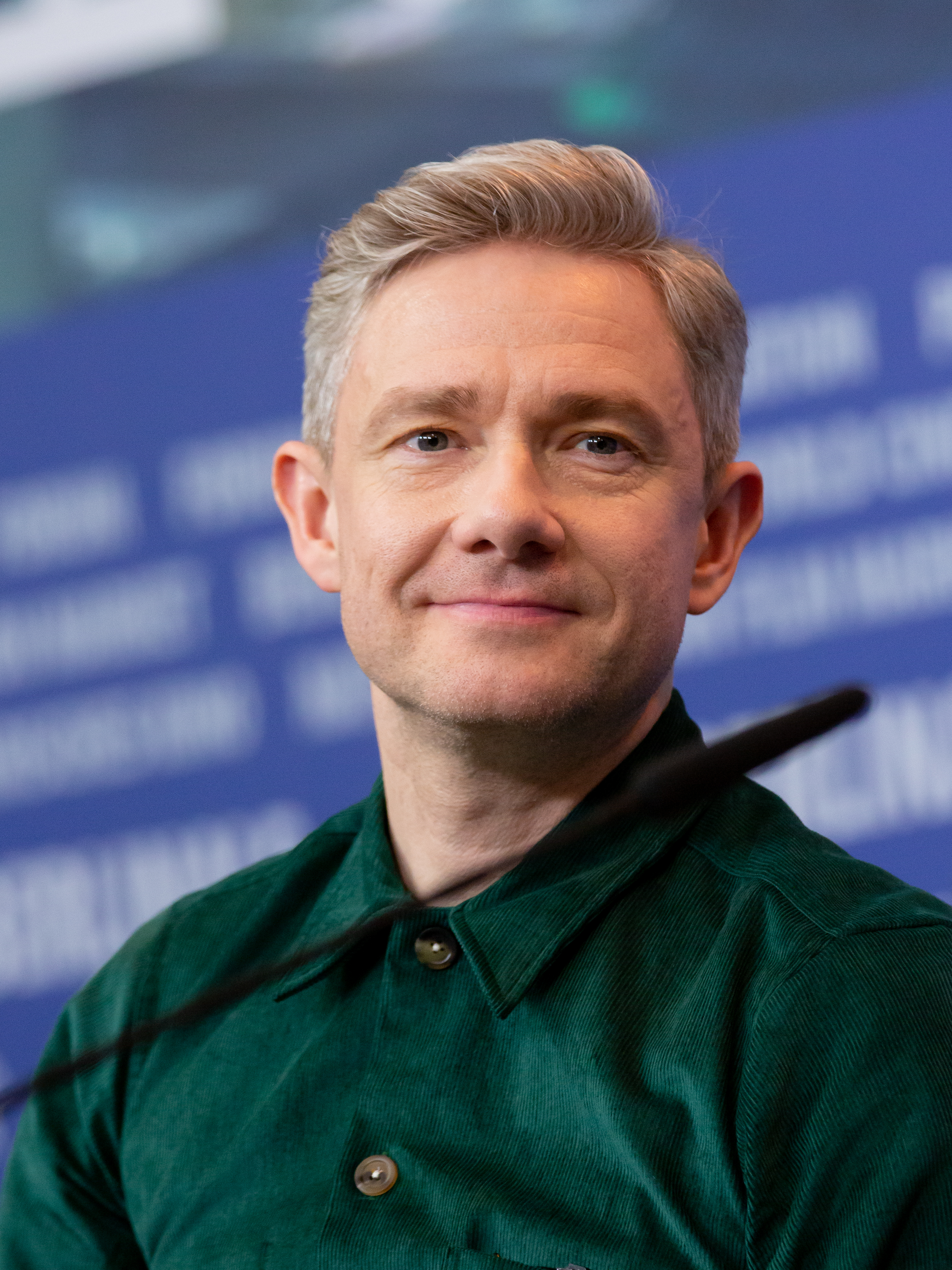
Martin Freeman, actor britanic
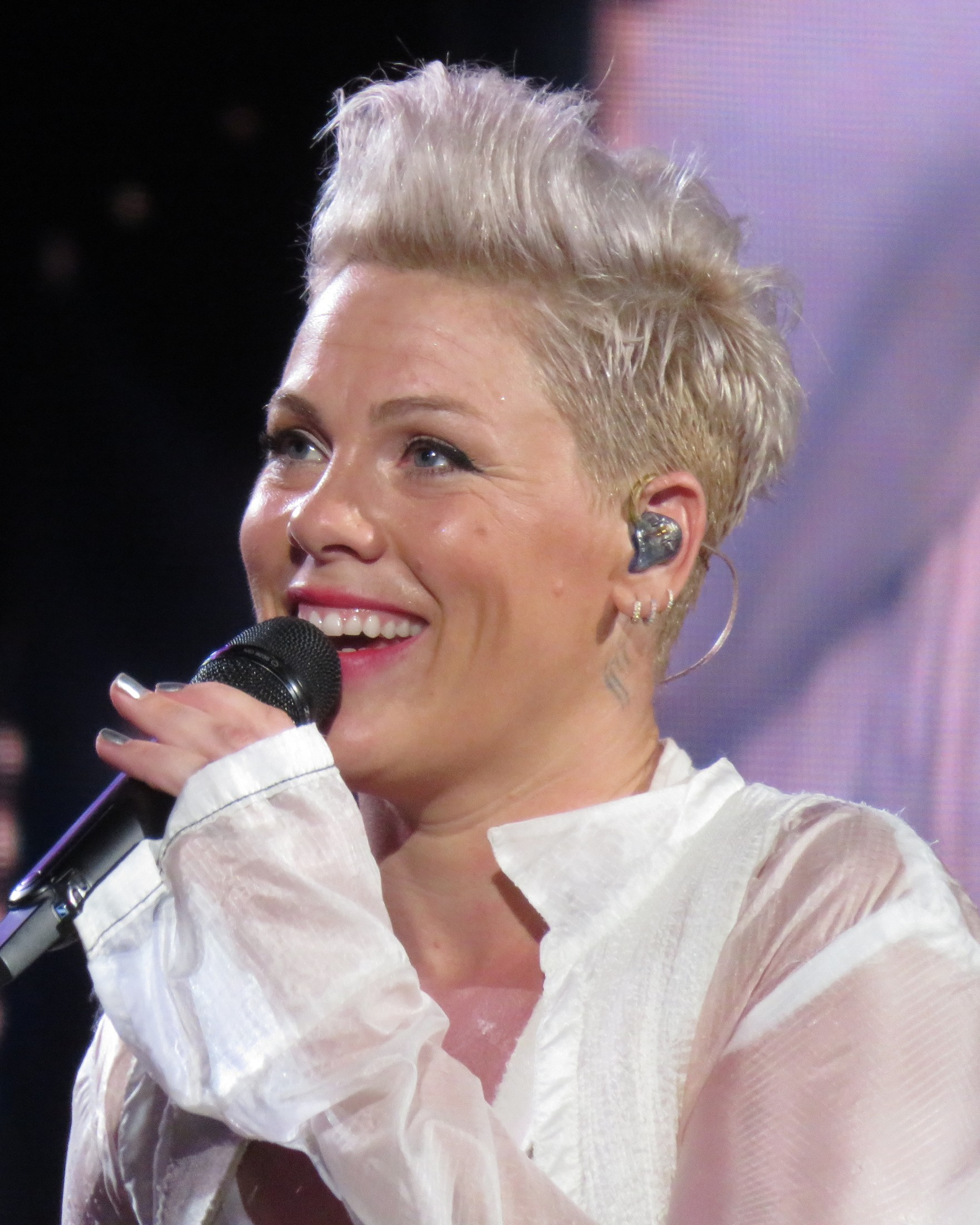
Pink, cântăreață americană

- 1940: Marioara Tănase, interpretă română de muzică populară și romanțe (d. 1970)
- 1941: Dan Coe, fotbalist român (d. 1982)
- 1941: Nae Lăzărescu, actor român de comedie (d. 2013)
- 1948: Lynn Abbey, scriitoare americană
- 1951: Béla Markó, politician român de etnie maghiară
- 1963: Gabriel Sandu, politician român
- 1968: Ștefan Nanu, fotbalist român
- 1970: Cornel Milan, scrimer român
- 1971: Martin Freeman, actor britanic
- 1971: David Arquette, actor, regizor, producător și scenarist american
- 1973: Petre Marin, fotbalist român
- 1974: Bobby Păunescu, regizor și scenograf român
- 1979: Pink, cântăreață americană
- 1980: Bernard Goumou, om de stat guineean, prim-ministru (20 august 2022 - 19 februarie 2024)
- 1980: Mariana Solomon, atletă română
- 1982: Marian Cozma, handbalist român (d. 2009)
- 1983: Diego Benaglio, fotbalist elvețian
- 1986: Anton Avdeev, scrimer rus
- 1986: Carlos Bacca, fotbalist columbian
- 1986: João Moutinho, fotbalist portughez
- 1989: Avicii, DJ, remixer și producător muzical suedez (d. 2018)

## Decese
- 0701: Papa Sergiu I
- 0780: Leon al IV-lea Hazarul, împărat bizantin (775-780) (n. 750)
- 1613: Carlo Gesualdo, compozitor italian (n. 1566)
- 1645: Francisco de Quevedo, politician și scriitor spaniol (n. 1580)
- 1646: Partenie I, patriarh al Constantinopolului
- 1654: Petru Claver, misionar catalan, activist social (n. 1581)
- 1675: Amalia de Solms-Braunfels, regentă de Orania (n. 1602)
- 1800: Ernst Frederick, Duce de Saxa-Coburg-Saalfeld  (n. 1724)
- 1811: Peter Simon Pallas, zoolog și botanist german (n. 1741)
- 1814: Maria Carolina a Austriei, soția regelui Ferdinand I al celor Două Sicilii (n. 1752)

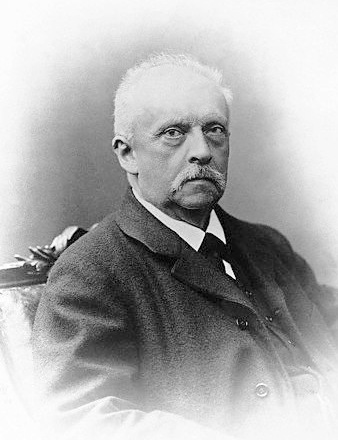
Hermann von Helmholtz, medic și fiziolog german
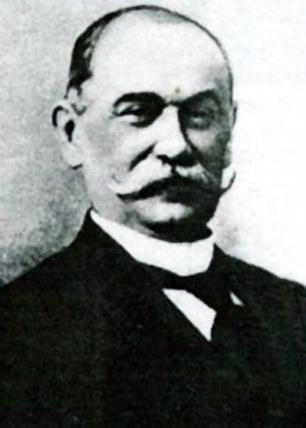
Iosif Vulcan, publicist și scriitor român
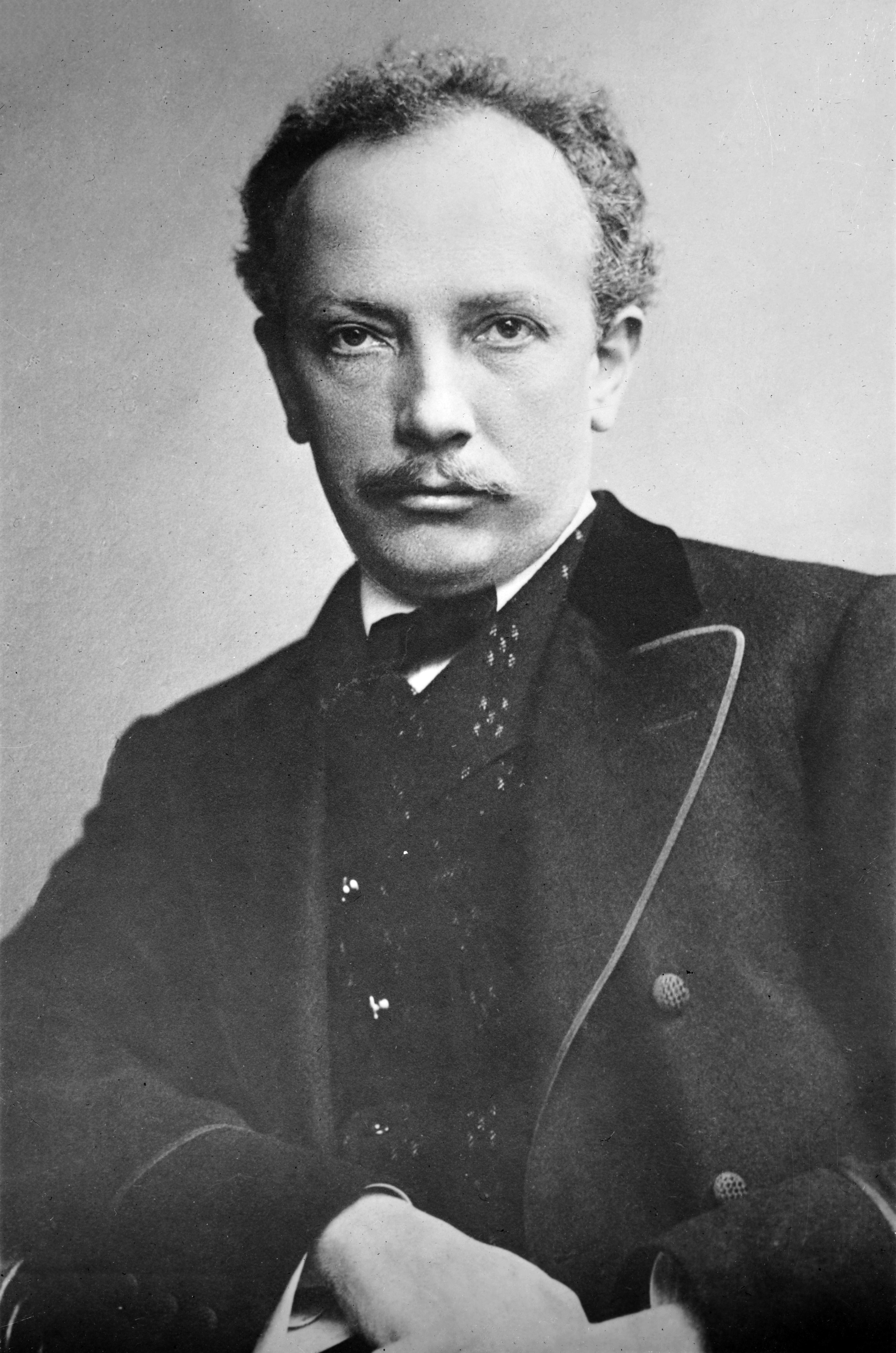
Richard Strauss, compozitor german

- 1881: Prințul Frederic al Țărilor de Jos, al doilea fiu al regelui Willem I al Țărilor de Jos (n. 1797)
- 1882: Joseph Liouville, matematician francez (n. 1809)
- 1894: Hermann von Helmholtz, medic și fiziolog german (n. 1821)
- 1894: Ludovic Filip, Conte de Paris, nepot al regelui Ludovic-Filip al Franței (n. 1838)
- 1895: Adam Opel, fondatorul companiei germane de automobile Opel   (n. 1837)
- 1907: Iosif Vulcan, publicist și scriitor român (n. 1841)
- 1940: Constantin Gheorghe Banu, jurnalist, politician și scriitor român (n. 1873)
- 1941: Giuseppe Amisani, pictor italian (n. 1881)
- 1947: Victor Horta, arhitect și designer belgian (n. 1861)
- 1949: Richard Strauss, compozitor german (n. 1864)
- 1954: André Derain, pictor francez (n. 1880)
- 1955: Ștefan Vencov, fizician român (n. 1899)
- 1965: Dorothy Dandridge, actriță, cântăreață și dansatoare americană (n. 1922)
- 1965: Hermann Staudinger, chimist german, laureat Nobel (n. 1881)
- 1967: Marea Ducesă Kira Kirillovna a Rusiei, prințesă a Prusiei (n. 1909)

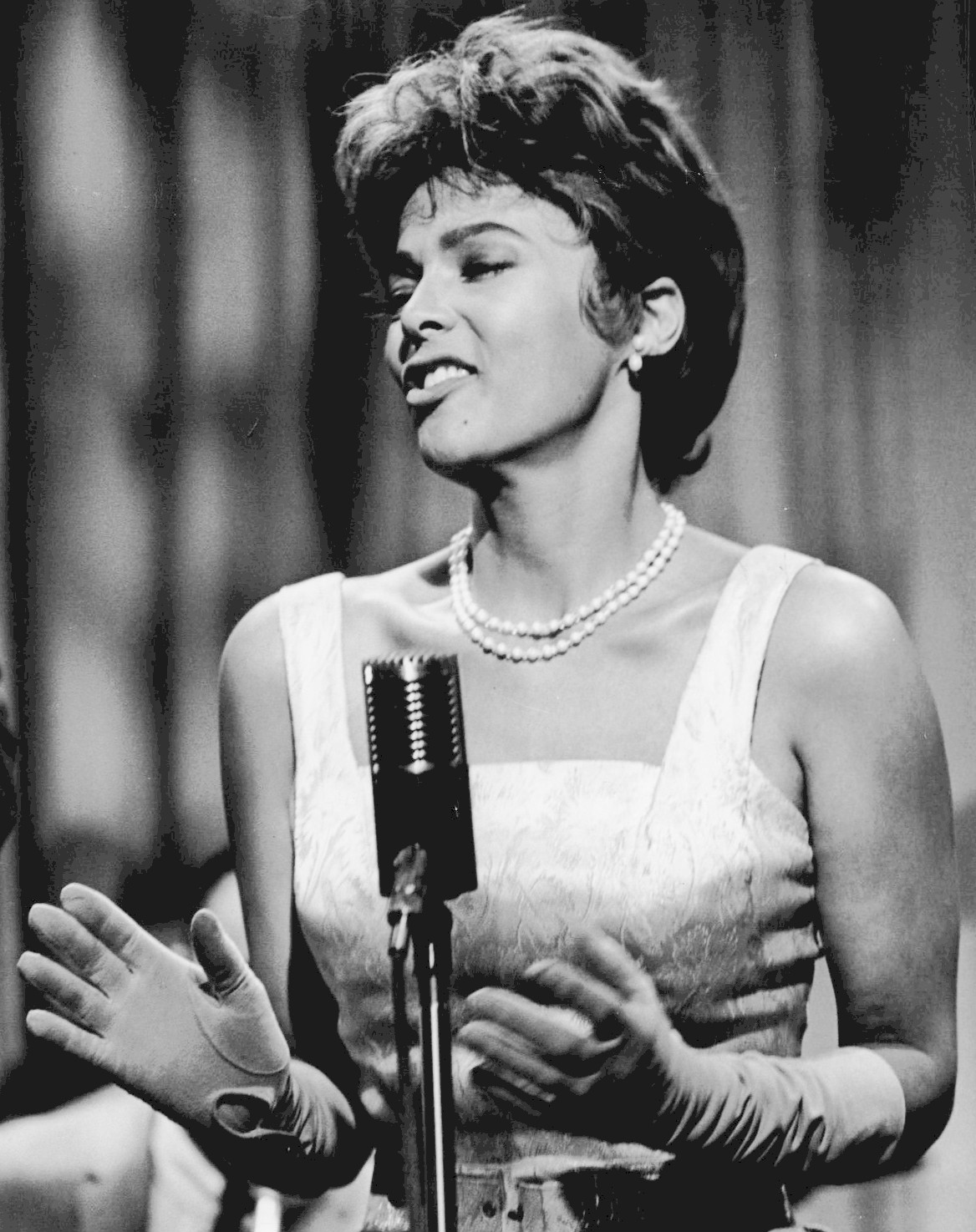
Dorothy Dandridge, cântăreață și dansatoare americană
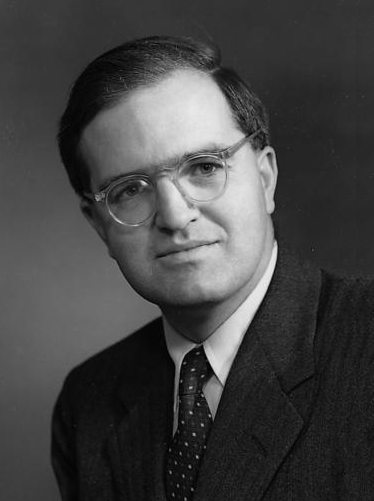
Aage Niels Bohr, fizician danez, laureat Nobel
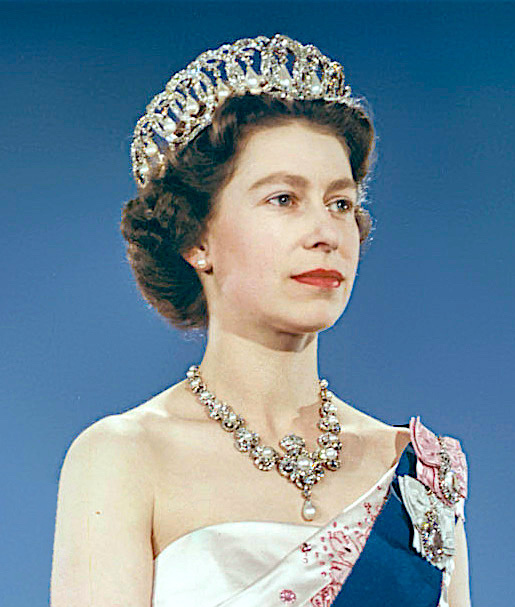
Elisabeta a II-a, regină a Regatului Unit al Marii Britanii și a Irlandei de Nord

- 1970: Percy Spencer, inginer american, inventator al cuptorului cu microunde (n. 1894)
- 1978: Ricardo Zamora, fotbalist spaniol  (n. 1901)
- 1980: Willard Libby, chimist american, laureat Nobel (n. 1908)
- 1981: Hideki Yukawa, fizician japonez, laureat Nobel (n. 1907)
- 1985: John Franklin Enders, virusolog american, laureat Nobel (n. 1897)
- 2003: Leni Riefenstahl, dansatoare, actriță, regizoare de film germană (n. 1902)
- 2004: Dan Spătaru, interpret român de muzică ușoară (n. 1939)
- 2009: Aage Niels Bohr, fizician danez, laureat Nobel (n. 1922)
- 2012: Bill Moggridge, designer britanic, autor și educator, realizatorul primului laptop din lume (n. 1943)
- 2017: Jerry Pournelle, scriitor american de literatură științifico-fantastică, eseist și jurnalist (n. 1933)
- 2022: Elisabeta a II-a, regină a Regatului Unit al Marii Britanii și a Irlandei de Nord (n. 1926)

## Sărbători
- Nașterea Maicii Domnului (Calendarul ortodox; Calendarul greco-catolic)
- România:  Ziua petrolistului (sărbatorită, din 1990, la inițiativa Federației Sindicatelor Libere și Independente Petrom); se desfășoară sub patronajul Sfintei Maria, aleasă drept protectoare a petroliștilor.
- Ziua internațională a alfabetizării; se marchează din anul 1966, la inițiativa Congresului mondial pentru lichidarea analfabetismului desfășurat la Teheran, în septembrie 1965. La 19 decembrie 2001, Adunarea Generală a ONU a proclamat, prin Rezoluția 56/116, perioada 2003-2012 Deceniul ONU pentru alfabetizare: educație pentru toți.
- Ziua Internațională a Solidarității Jurnaliștilor ziua execuției jurnalistului ceh Julius Fučík  în 1943.[3]